# Vòng tránh thai
Vòng tránh thai, dụng cụ tử cung (Intrauterine device-IUD hoặc IUCD),  là một thiết bị tránh thai nhỏ, thường có hình chữ T được chèn vào tử cung của một người phụ nữ để ngăn chặn việc có thai. IUD là một hình thức kiểm soát sinh đẻ có thể đảo ngược (LARC). Trong số các phương pháp ngừa thai, vòng tránh thai cùng với que cấy tránh thai đem lại sự hài lòng lớn nhất cho người dùng. Một nghiên cứu cho thấy các nhà cung cấp kế hoạch hóa gia đình nữ chọn phương pháp LARC thường xuyên hơn (41,7%) so với công chúng (12,1%).
Vòng tránh thai an toàn và hiệu quả ở thanh thiếu niên cũng như những người trước đây chưa có con. Khi một vòng tránh thai được gỡ bỏ, ngay cả sau khi sử dụng lâu dài, khả năng sinh sản trở lại bình thường nhanh chóng. Vòng tránh thai bằng đồng có tỷ lệ thất bại khoảng 0,8% trong khi các thiết bị nội tiết tố (levonorgestrel) thất bại khoảng 0,2% trong năm đầu tiên sử dụng. So sánh, triệt sản nam và bao cao su nam có tỷ lệ thất bại tương ứng khoảng 0,15% và 15%. Vòng tránh thai bằng đồng cũng có thể được sử dụng làm biện pháp tránh thai khẩn cấp trong vòng 5 ngày kể từ khi quan hệ tình dục không được bảo vệ.
Mặc dù vòng tránh thai bằng đồng có thể làm tăng chảy máu kinh nguyệt và dẫn đến chuột rút đau đớn, vòng tránh thai nội tiết tố có thể làm giảm chảy máu kinh nguyệt hoặc ngừng kinh nguyệt hoàn toàn. Tuy nhiên, phụ nữ có thể bị chảy máu nhỏ giọt hàng ngày trong vài tháng và có thể mất đến ba tháng để giảm chảy máu 90%. Chuột rút có thể được điều trị bằng NSAID. Các biến chứng tiềm ẩn nghiêm trọng hơn bao gồm trục xuất (2-5%) và hiếm khi thủng tử cung (dưới 0,7%). IUD không ảnh hưởng đến việc cho con bú và có thể được đưa vào ngay sau khi sinh. Chúng cũng có thể được sử dụng ngay sau khi phá thai.
Việc sử dụng vòng tránh thai đã tăng ở Hoa Kỳ từ 0,8% năm 1995 lên 7,2% từ giai đoạn 2006 đến 2014. Việc sử dụng DCTC như một hình thức kiểm soát sinh sản có từ những năm 1800. Một mô hình trước đây được gọi là lá chắn Dalkon có liên quan đến việc tăng nguy cơ mắc bệnh viêm vùng chậu (PID). Tuy nhiên, các mô hình hiện tại không ảnh hưởng đến nguy cơ mắc bệnh PID ở phụ nữ mà không bị nhiễm bệnh lây qua đường tình dục trong thời gian đặt vòng.